# Vila Nova de Monsarros
Vila Nova de Monsarros es una freguesia portuguesa del concelho de Anadia, con 23,6 km² de superficie y 2001 habitantes (2001). Su densidad de población es de 84,8 hab/km².